# Fantasie und Fuge über das Thema B-A-C-H

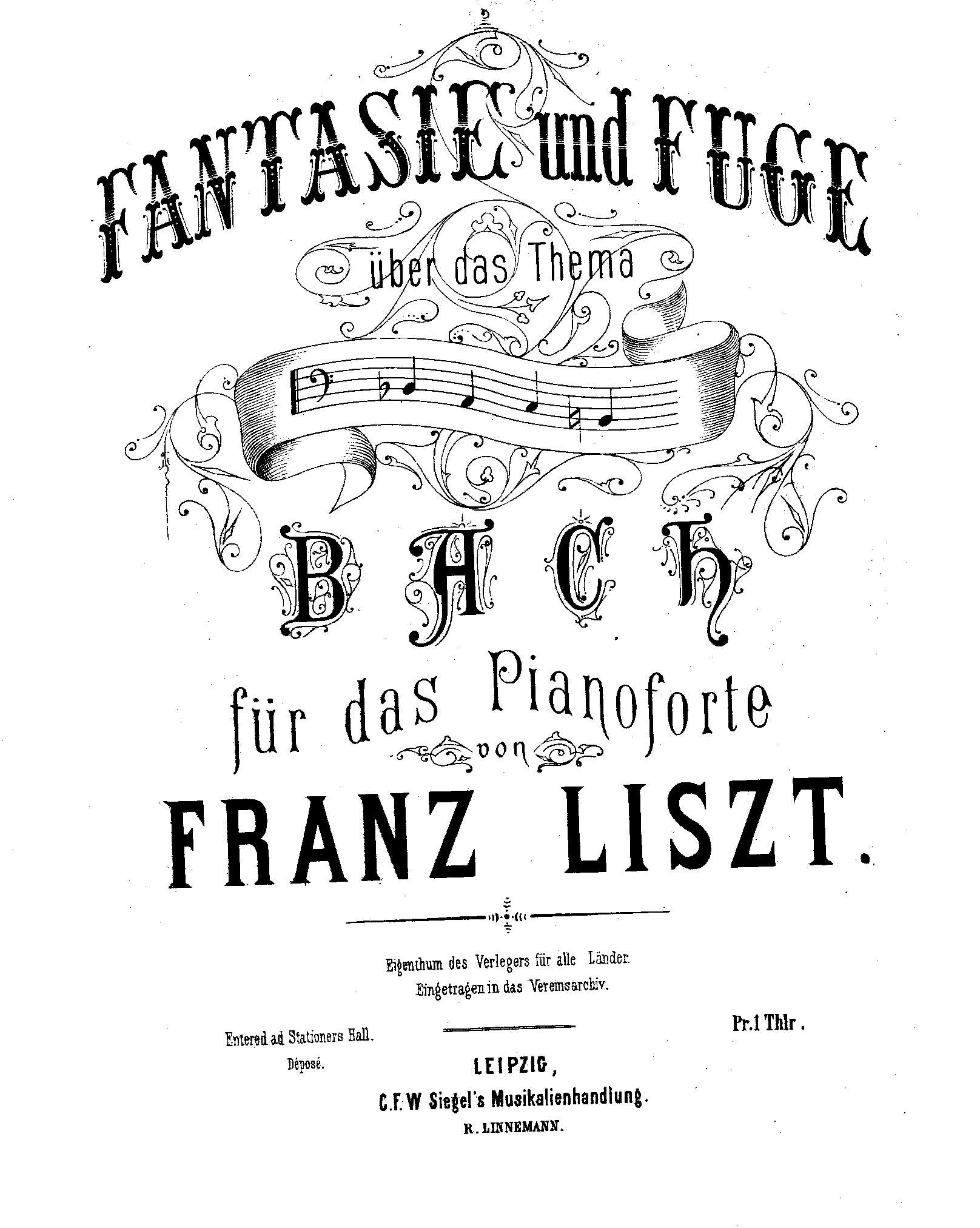
Couverture de la partition

La Fantasie und Fuge über das Thema B-A-C-H S.260 (dans sa première version) (français : Fantaisie et fugue sur un thème B-A-C-H) ou Präludium und Fuge über das Motiv B-A-C-H dans sa première version est une fantaisie pour orgue sur le motif BACH composée par Franz Liszt en 1855 et révisée en 1870. Les deux versions sont transcrites pour piano solo par le compositeur. La fantaisie est dédiée à Alexander Winterberger (qui a créé l'œuvre le 13 octobre 1856) et est publiée par Breitkopf & Härtel en 1856. Cette fantaisie est composée pour la consécration de l'orgue du facteur Friedrich Ladegast dans la cathédrale de Merseburg. La fugue est en fait incorporée dans la fantaisie et n'est pas une pièce à part entière.
L'œuvre remaniée par Liszt en 1870 (S.529) reçut le nom de Fantasie und Fuge über das Thema B-A-C-H

## Analyse
- Fantaisie : on y retrouve le motif BACH souvent dans la partie très chromatique de basse
- Fugue : à partir de la mesure 81. Voici son sujet :